# Люстиг, Виктор
Ви́ктор Лю́стиг (нем. Victor Lustig; 4 января 1890, Гостинне, Богемия, ныне Краловеградецкий край — 11 марта 1947, Спрингфилд, Миссури) — мошенник и аферист. Мировую известность приобрёл как «человек, продавший Эйфелеву башню. Дважды».

## Биография
Виктор Люстиг происходил из высших слоёв буржуазии, получил хорошее образование и бегло говорил как минимум на пяти языках. После драки в 19-летнем возрасте, причиной которой стала девушка, у Виктора осталась особая примета — характерный шрам от левого глаза к левому уху. Окончив школу, он отбывал тюремный срок за различные мелкие преступления.
До Первой мировой войны Люстиг зарабатывал азартными играми на трансатлантических лайнерах, а также продавал некий аппарат для производства долларов, который после продажи сразу переставал функционировать. С началом войны этот источник дохода иссяк. В 1920 году Виктор Люстиг отправился в США, где представился графом Виктором Люстигом. На протяжении жизни он сменил десятки псевдонимов. Только лишь на территории США его арестовывали 50 раз и после каждого ареста отпускали из-за недостатка улик. Будучи хорошим психологом с аристократическими манерами, он довёл свои мошеннические навыки до совершенства, сумев обмануть даже Аль Капоне. В 1925 году Люстигу удалось на закрытом аукционе продать парижскому бизнесмену Андре Пуассону Эйфелеву башню, уверив того, что башня якобы продаётся на слом, а он является агентом правительства, осуществляющим эту операцию. Обманутый торговец постеснялся заявить в полицию, и Люстиг проделал этот же трюк ещё раз. Впрочем, новый покупатель отправился в полицию, и афера была раскрыта.
Сбежав в США, Люстиг стал фальшивомонетчиком. После многочисленных мошеннических историй и даже побега из-под стражи за день до суда Люстиг был приговорён к 20 годам тюремного заключения и помещён в Алькатрас. 11 марта 1947 года Люстиг умер от пневмонии.

## Кино
- «Роковая ошибка гениального афериста»: режиссёр Марина Колбешкина, 2009, «Golos TV»